# 幽浮宗教

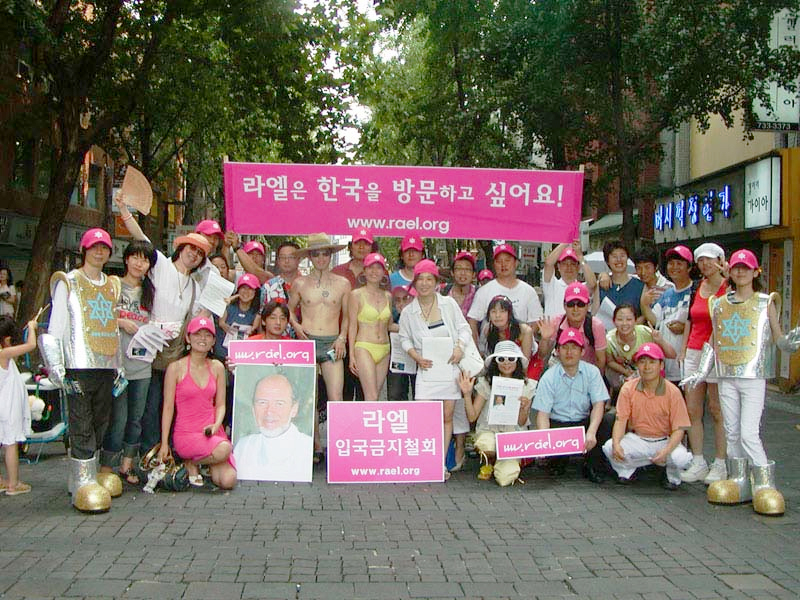
韓國的幽浮宗教

幽浮宗教（英語：UFO religion），又稱外星宗教，是一種相信外星生命、不明飞行物存在的信仰、或宗教。

## 概要
有某些支持者相信，外星文明的到來或能幫助人類克服當前的技術、生態、精神和社會問題，其中包括如仇恨、戰爭、偏執、貧困等各種問題。這些問題被他們認為可通過利用優越的外星科技和精神能力得到解決。這樣的信仰系統存在於信徒之間。

## 著名幽浮宗教
一些新兴宗教相信地球文明是由古代太空人創造出來。例如：較為知名的有雷爾教派和天堂之門。

## 有關外星生物存在及外星人到訪地球的可能性研究
根據美國國家安全局官方的一份解密文件的研究指出，銀河系中至少有1億的行星可能具備孕育生命的條件，當中包括具有適合的溫度及化學條件。而根據美國國家安全局另一份解密文件的研究所指，一切的UFO皆是屬於騙局、幻覺、自然現象或地球物體的假說基乎是沒有可能。此外，有另一份解密研究則指出，有大量可信度高的UFO出現的報告。

### 美國國防部被指散播UFO虛假資訊
美國全域異常現象解析辦公室調查發現，國防部多年涉嫌刻意散播有關UFO的虛假消息，甚至暪騙新入職的軍官，來掩飾軍方機密研發的軍事設施，甚至偽造UFO照片，令人們懷疑當地有UFO出沒。調查還發現，很多所謂UFO個案，大部分主角都只是氣球、雀鳥或無人機，機師聲稱看到的飄浮物，實際上是衛星反射陽光造成。調查還爆出，美國國防部曾向部分員工偽造與外星人有關的機密計劃，讓他們信以為真。調查人員正調查軍官誤導下屬的原因，但推測可能是忠誠度測試、刻意欺騙或其他目的。